# Музон (река)
Музо́н (фр. Mouzon) — река во Франции. Протекает по северо-востоку страны в Гранд-Эсте; один из притоков реки Маас.
Музон — река с зимним паводком (с декабря по март включительно; максимум в январе-феврале). Самый низкий уровень воды в реке — летом, в период с июля по сентябрь включительно.
Длина реки составляет около 64 км. Площадь бассейна насчитывает 415 км². Средний расход воды — 11 м³/с. Имеет ряд мелких притоков. Питание реки в основном дождевое.